# Șmankivciîkî, Ciortkiv
Șmankivciîkî (în ucraineană Шманьківчики) este o comună în raionul Ciortkiv, regiunea Ternopil, Ucraina, formată numai din satul de reședință.

## Demografie
Componența lingvistică a comunei Șmankivciîkî
     Ucraineană (99,54%)
     Alte limbi (0,45%)
Conform recensământului din 2001, majoritatea populației comunei Șmankivciîkî era vorbitoare de ucraineană (99,54%), existând în minoritate și vorbitori de alte limbi.